# Comper Swift
De Comper C.L.A. 7 Swift is een licht eenpersoons-, eenmotorig sportvliegtuig van Brits fabricaat, tussen 1930 en 1933 gebouwd door de Comper Aircraft Company op Hooton Park Aerodrome, Cheshire. 
De Swift was het eerste product van de Comper Aircraft Company, die in 1929 was opgericht door Flight Lieutenant Nicholas Comper die de Royal Air Force had verlaten om vliegtuigen te gaan bouwen die hijzelf ontwierp. Tijdens zijn legerdienst had hij reeds enkele vliegtuigen ontworpen voor de Cranwell Light Aeroplane Club. Comper kon zijn bedrijf onderbrengen in gebouwen op het vliegveld van Hooton Park die in de Eerste Wereldoorlog gebouwd waren voor de assemblage van Handley Page-vliegtuigen die in de Verenigde Staten waren gebouwd; maar dit was nooit gebeurd omdat de Wapenstilstand van 1918 dit overbodig had gemaakt.
De Swift was bedoeld als een goedkoop vliegtuig met goede prestaties en dat zeer wendbaar was. Het was een hoogdekker met één zitplaats. De piloot zat vlak achter de vleugel. Die stond op ooghoogte zodat de piloot tijdens de vlucht zowel naar boven als naar beneden een goed zicht had. De vleugels waren met V-vormige stijlen aan de onderkant van de romp verbonden.
Klanten kregen de keuze tussen drie motoren. Het standaardmodel had een Britse Salmson-motor van 50 pk. De goedkoopste versie had een ABC "Scorpion" van 40 pk en de duurste een Pobjoy met luchtkoeling van 75 pk. Met de Pobjoymotor haalde de Swift een topsnelheid van circa 225 km/h en een kruissnelheid van 193 km/h. 
Het prototype van de Swift vloog voor het eerst in januari 1930. 45 exemplaren werden gebouwd. De laatste drie Swifts die gebouwd werden, kregen een de Havilland Gipsy-motor. Swifts met Pobjoymotor hebben tot in de jaren 1950 deelgenomen aan luchtraces in het Verenigd Koninkrijk. Enkele exemplaren zijn bewaard gebleven in luchtwaardige toestand.